# Svartmes
För släktet Periparus, se svartmesar.
Svartmes (Periparus ater) är en liten mes i släktet Periparus. Den förekommer över stora delar av Europa och Asien, huvudsakligen i barrskog.

## Utseende och läte
Svartmesen är Sveriges minsta mes, med en längd på endast elva centimeter och en vikt på åtta till tio gram. Den har svart huvud med en tydlig vit fläck i nacken, beigevit undersida och kort stjärt. Näbben är svart. Ryggen är blåaktigt svart och vingen har två vita band. Könen är lika. Locklätet är ett tuii eller sii. Sången liknar talgoxens men är snabbare.

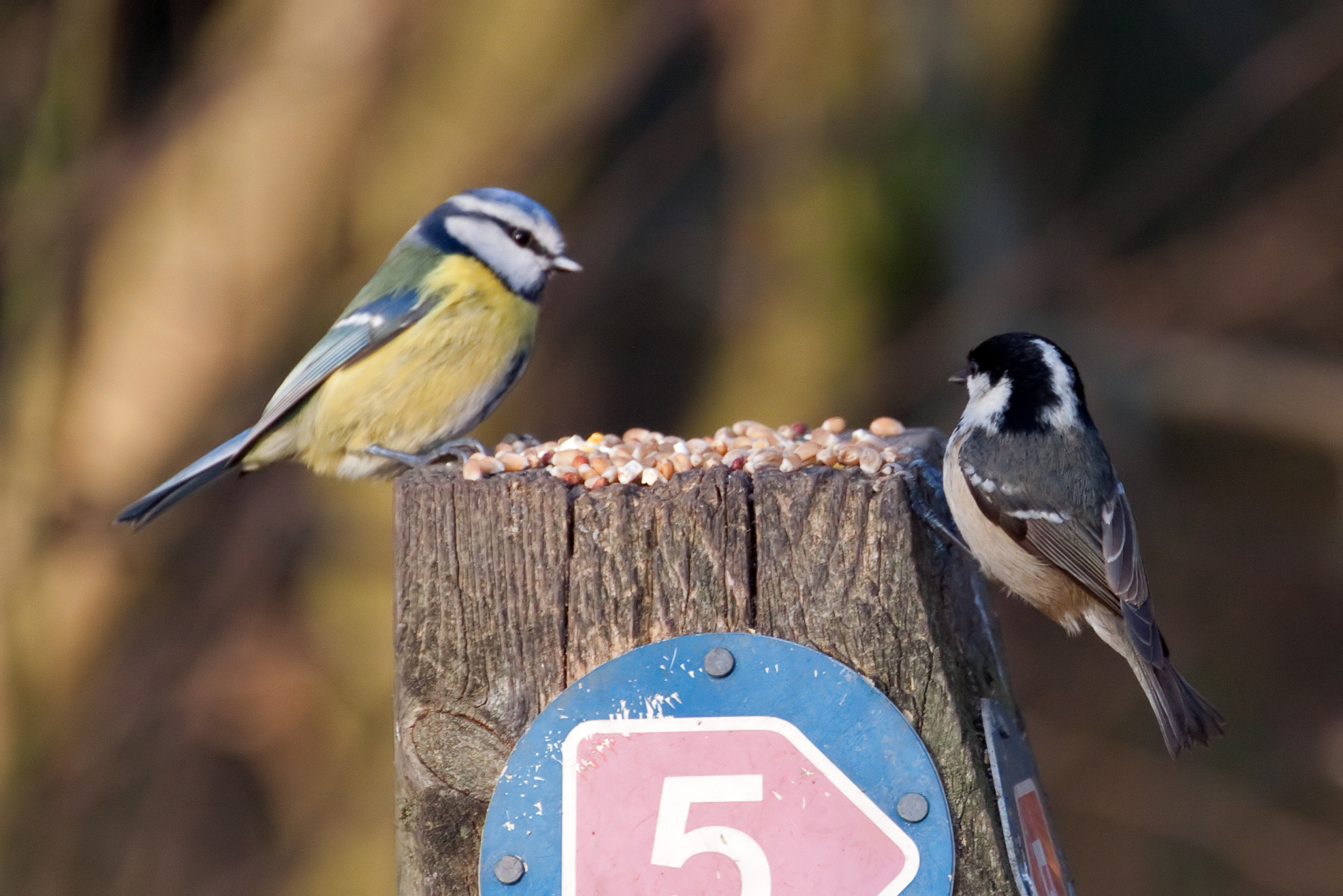
Svartmes tillsammans med blåmes där svartmesens storlek framgår, och även dess signifikanta vita fläck i nacken på den i övrigt svarta hättan.

Färgsättningen varierar relativt kraftigt regionalt, där bland annat fåglar i Storbritannien och på Iberiska halvön är mer olivbruna på ryggen och rödbruna kroppsidor, de på Cypern med påtagligt större svart haklapp och brun rygg och irländska fåglar gultonade undertill och på kinderna.

## Utbredning och systematik

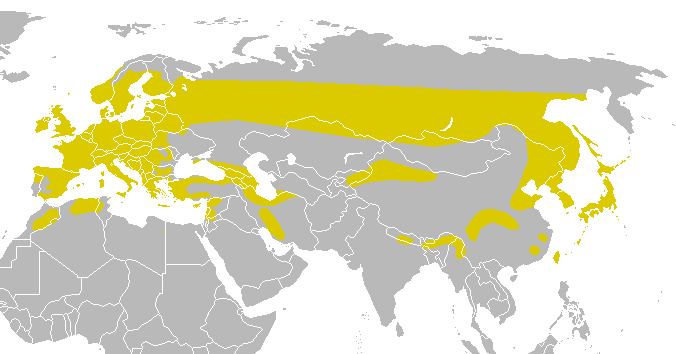
Svartmesens världsutbredning.

Svartmesen finns i stora delar av Europa och Asien. Den är vanligen stannfågel. Clements et al 2023 urskiljer hela 21 underarter fördelade i åtta grupper med följande utbredning:
- britannicus/hibernicus-gruppen
  - Periparus ater hibernicus – Irland förutom längst i nordöst i County Down
  - Periparus ater britannicus – Storbritannien och nordöstra Irland
- ater-gruppen
  - vanlig svartmes[4] Periparus ater ater inklusive rossosibiricus och amurensis[5] – kontinentala Europa till Sibirien, Mongoliet, Sachalin och nordöstra Kina
  - Periparus ater vieirae – Iberiska halvön
  - Periparus ater sardus – Korsika och Sardinien
  - Periparus ater pekinensis – nordöstra Kina (södra Liaoning till Shaanxi och Shandonghalvön)
  - Periparus ater insularis – södra Kurilerna, Japan och ön Jeju utanför Sydkorea
- ledouci/atlas-gruppen
  - Periparus ater atlas – norra Marocko
  - Periparus ater ledouci – norra Tunisien och norra Algeriet
- Periparus ater cypriotes – Cypern
- phaeonotus-gruppen
  - Periparus ater moltchanovi – Krimhalvön
  - Periparus ater derjugini – bergstrakter i nordöstra Turkiet, västra Georgien och Rysslands kust mot Svarta havet
  - Periparus ater michalowskii – Kaukasus och Transkaukasien
  - Periparus ater phaeonotus – sydöstra Azerbajdzjan, norra Iran och sydvästra Turkmenistan; status i sydvästra Iran i Zagrosbergen osäker, möjligen är den bara en icke-häckande besökare här
- Periparus ater melanolophus – barrskogar från östra Afghanistan till västra Nepal
- aemodius/rufipectus-gruppen
  - Periparus ater rufipectus – Kazakstan (Tien Shan) till nordvästra Kina (Xinjiang)
  - Periparus ater aemodius – östra Himalaya, möjligen även i nordöstra Myanmar och Tibet
  - Periparus ater martensi – området Kali Gandaki i centrala Nepal
  - Periparus ater eckodedicatus – sydvästra till centrala Kina (Gansu söderut till Yunnan och österut till Shaanxi och Jiangxi; möjligen också Qinghai, sydöstra Xizang och nordöstligaste Himalayas)
- ptilosus/kuatuensis-gruppen
  - Periparus ater ptilosus – bergsskogar i sydöstra Kina (Anhui, Fujian och Zhejiang)
  - Periparus ater kuatunensis – bergsskogar på Taiwan

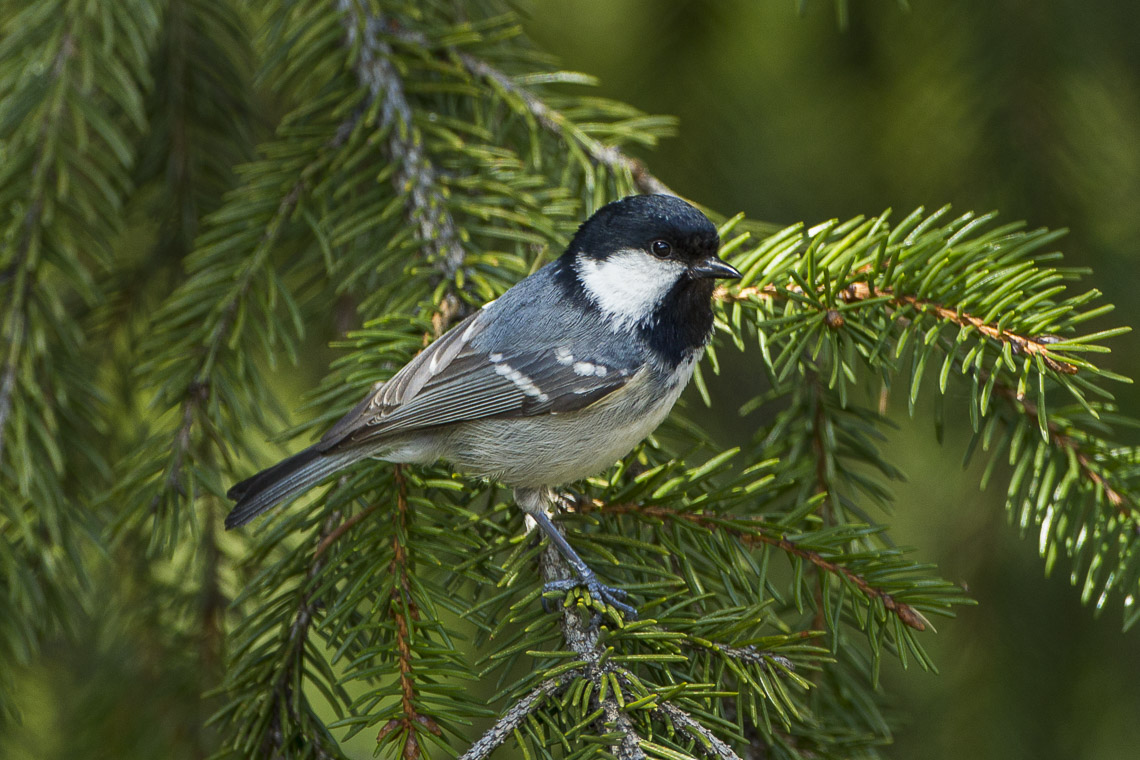
Svartmes i Val d'Aosta, Italien.

I verket Handbook of Western Palearctic Birds (Shirihai & Svensson 2018) föreslås en annan underartsindelning, där cabrerae med utbredning på större delen av Iberiska halvön skiljs ut ur nominatformen, men derjugini inkluderas i michalowskii samt martensi och eckodedicatus i aemodius. Sedan 2022 följer svenska BirdLife Sverige dessa rekommendationer.
Underarten melanolophus behandlades tidigare som den egna arten himalayasvartmes på basis av avvikande utseende (mörkgrå buk, kanelbrun undergump), men studier av både genetik, läten och beteende visar att den trots allt är en del av svartmesen.

### Förekomst i Sverige
Svartmesen förekommer i hela Sverige förutom längst i norr. Med 71 418 individer ringmärkta i Sverige under åren 1911–2008 är arten tämligen vanlig inom svensk ringmärkning.

### Släktestillhörighet
Arten placerade tidigare i det stora messläktet Parus. Data från jämförande studier av DNA och morfologi visade att en uppdelning av släktet bättre beskriver mesfåglarnas släktskap varför de flesta auktoriteter idag behandlar Periparus som ett distinkt släkte. I släktet ingår idag förutom svartmesen även sherpames och shimlames, ibland även de östasiatiska arterna i Pardaliparus.

## Ekologi

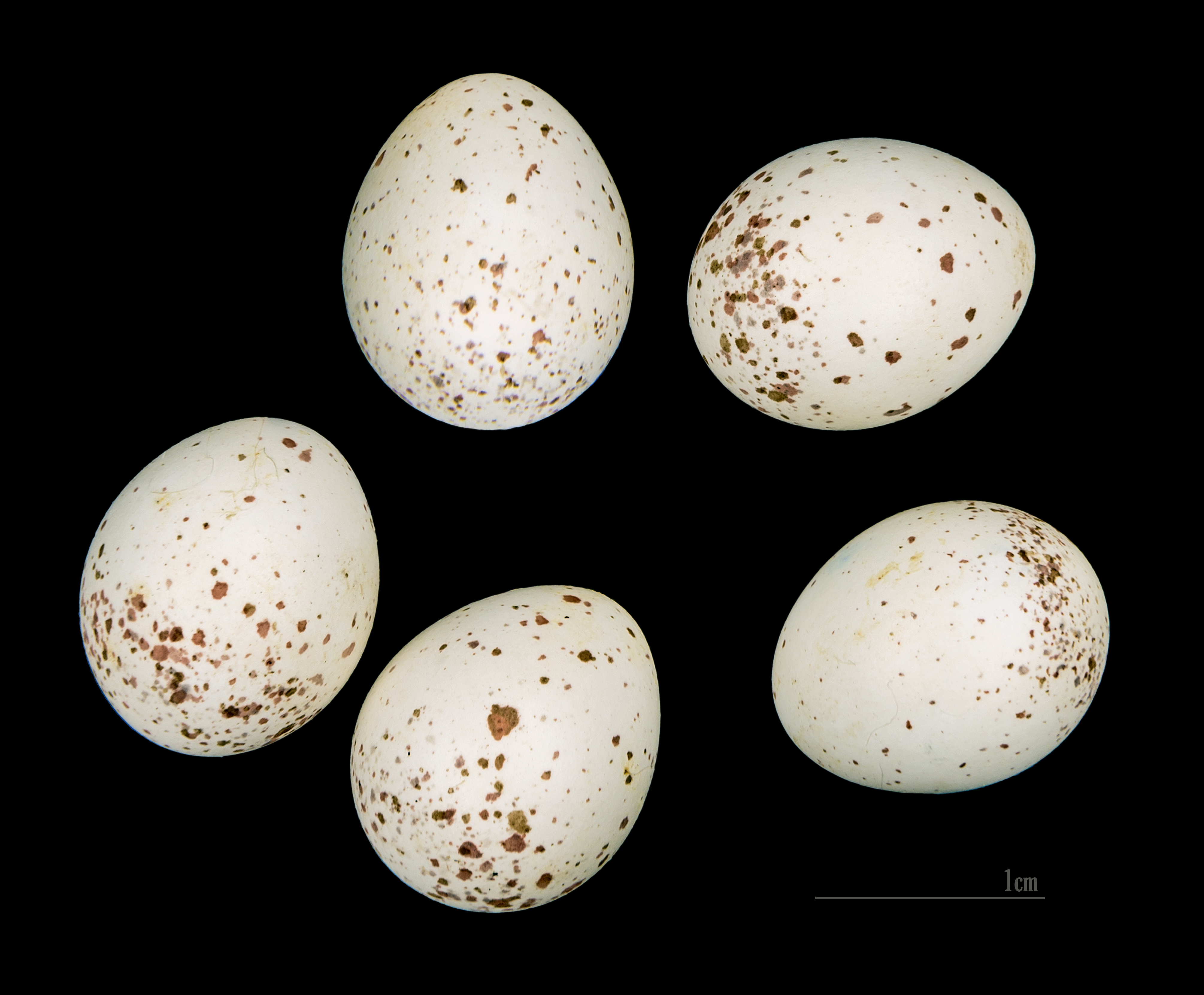
Ägg av svartmes.

Svartmesen föredrar barrskog. Den blir könsmogen efter ett år. Honan bygger ett bo av mossa som fodras med ull och hår och placeras i håligheter i marken, i berg och i trädstammar. Honan lägger sju till elva ägg som är vita med rödaktiga prickar. Äggen ruvas av honan i 14–16 dagar. Ungarna matas sedan av båda föräldrarna i 16–19 dagar. I den norra delen av utbredningsområdet brukar en häckning om året ske, medan två häckningar är vanligt längre söderut. Svartmesen befinner sig ofta högt uppe i träd, där den äter frön, insekter och spindlar.

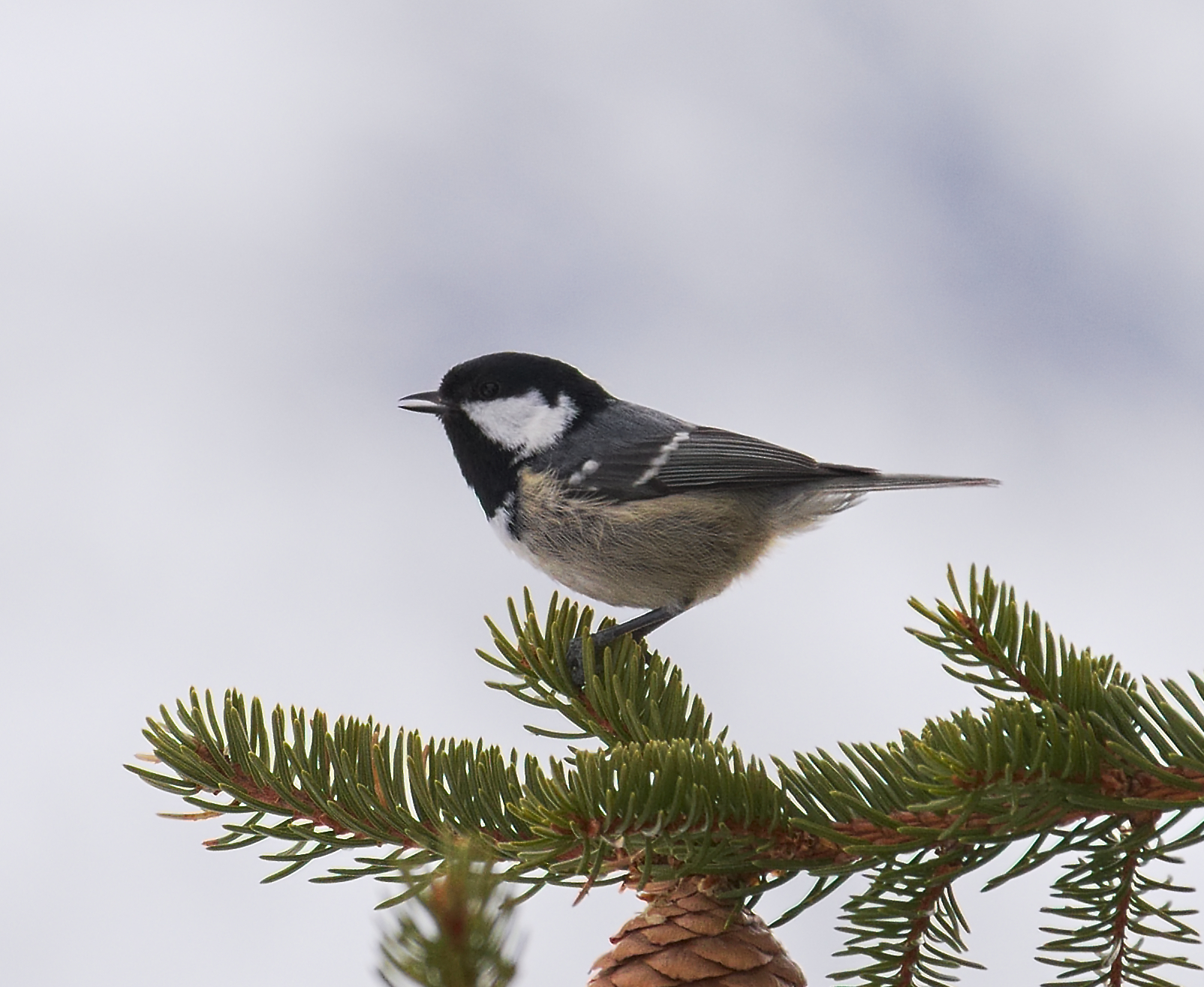

## Status
Arten har ett stort utbredningsområde och beståndet anses vara stabilt. Internationella naturvårdsunionen IUCN listar den därför som livskraftig (LC). Världspopulationen är mycket stor, uppskattad till mellan 31,5 och 55,7 miljoner könsmogna individer.

### Status i Sverige
Svartmesen har de senaste 30 åren minskat med mellan 32 och 49 %, men beståndet har varit mer eller mindre stabilt de senaste tio åren och anses vara livskraftigt.

### Namn
Svartmes har även kallats kolmes och det är även dess engelska namn (coal tit).